# Schaposchnikowo (Lgow)
Schaposchnikowo (russisch Шапошниково) ist ein Dorf (derewnja) in der Oblast Kursk in Russland. Es gehört zum Rajon Lgow und zur Landgemeinde (selskoje posselenije) Wyschnederewenski selsowjet.

## Geographie
Der Ort liegt gut 73 km Luftlinie südwestlich des Oblastverwaltungszentrums Kursk im südwestlichen Teil der Mittelrussischen Platte, 25,5 km südlich des Rajonverwaltungszentrums Lgow, 15,5 km vom Sitz des Dorfsowjet – Wyschnije Derewenki, 24 km von der Grenze zwischen Russland und der Ukraine, am Fluss Malaja Loknja (Nebenfluss der Loknja im Becken des Psjol).

### Klima
Das Klima im Ort ist wie im Rest des Rajons kalt und gemäßigt. Es gibt während des Jahres eine erhebliche Niederschlagsmenge. Dfb lautet die Klassifikation des Klimas nach Köppen und Geiger.

## Bevölkerungsentwicklung
| Jahr | Einwohner |
| ---- | --------- |
| 2002 | 6         |
| 2010 | 4         |

Anmerkung: Volkszählungsdaten

## Verkehr
Schaposchnikowo liegt 22 km von der Straße regionaler Bedeutung 38K-017 (Kursk – Lgow – Rylsk – Grenze zur Ukraine), 1,5 km von der Straße 38K-024 (Lgow – Sudscha), 16,5 km von der Straße 38K-030 (Rylsk – Korenewo – Sudscha), 4,5 km von der Straße interkommunaler Bedeutung 38N-564 (38K-030 – Kautschuk – 38K-024) und 2 km von der nächsten (geschlossenen) Eisenbahnhaltestelle Anastasjewka (Eisenbahnstrecke Lgow-Kijewskij – Podkossylew) entfernt.
Der Ort liegt 127 km vom internationalen Flughafen von Belgorod entfernt.